# امعاء و احشاء

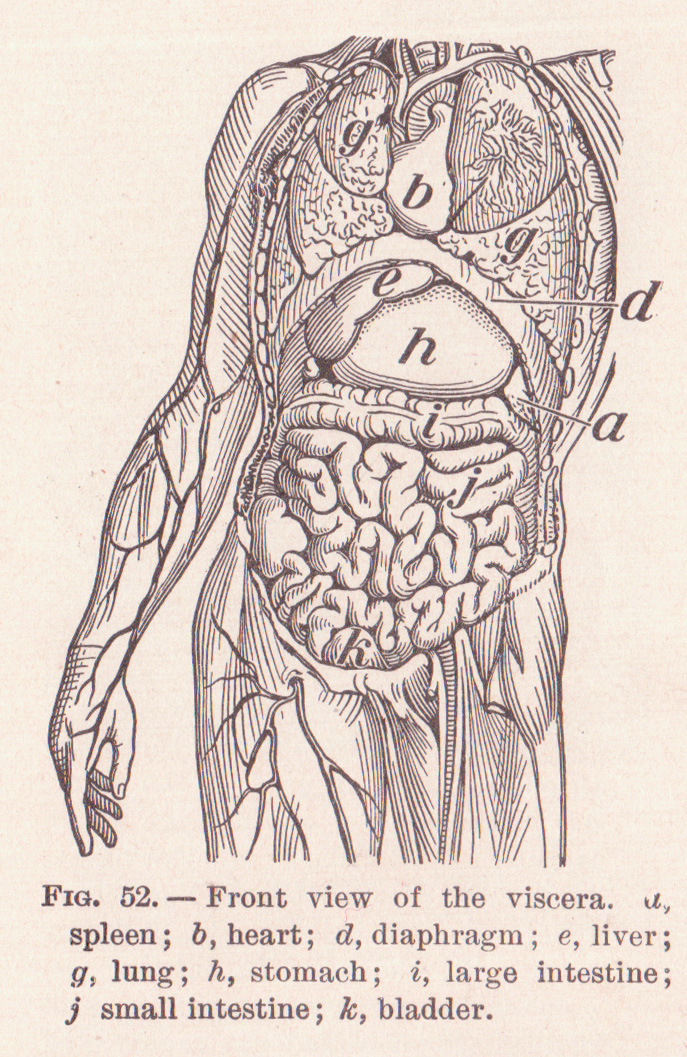
امعا و احشای بدن انسان

امعاء و احشاء (به لاتین: Viscus؛ جمع: Viscera) در کالبدشناسی، به اعضای داخلیِ بدن گفته می‌شود. امعاء و احشای حیوان‌ها را فراورده‌های فرعی گوشت می‌نامند.